# Igor Šemrinec
Igor Šemrinec (* 22. listopadu 1987, Bojnice) je slovenský fotbalový brankář, od roku 2009 působí v FK AS Trenčín.

## Klubová kariéra
Svoji fotbalovou kariéru začal v HFK Prievidza, kde se přes všechny mládežnické kategorie propracoval do prvního týmu. V roce 2009 přestoupil do FK AS Trenčín. V sezoně 2010/11 s Trenčínem postoupil do 1. ligy. Před jarní částí ročníku 2012/13 odešel na hostování do AFC Nové Mesto nad Váhom, odkud se po půl roce vrátil zpět do Trenčína. V mužstvu se stal v sezóně 2014/15 po odchodu Miloše Volešáka do MŠK Žilina brankářem číslo jedna. V sezóně 2014/15 vyhrál s týmem slovenský fotbalový pohár, ve finále se představil proti mužstvu FK Senica, zápas se rozhodl až v penaltovém rozstřelu. Zároveň se stal ve stejném ročníku mistrem Fortuna ligy a mohl slavit zisk double. V sezóně 2015/16 s týmem Trenčína obhájil double, prvenství ve slovenském poháru i v lize. S týmem si zahrál v předkolech Ligy mistrů UEFA 2015/16 i 2016/17.